# Lafleche
Lafleche es un pueblo canadiense situado en la provincia de Saskatchewan.

## Superficie
Lafleche tiene una superficie de 1,43 km².

## Demografía
En 2021, tenía 373 habitantes, una densidad poblacional de 261,5 hab./km², y 201 viviendas.